# Capsicum lanceolatum
Capsicum lanceolatum es una especie del género Capsicum de las solanáceas, originaria del sureste de  México, Honduras y Guatemala donde se encuentra silvestre y es endémico. Fue descrito por vez primera por (Greenm.) C.V.Morton & Standl. De nombres comunes en la zona "IC" (mayas), "Yerba de Pajarito" o "Pajarito del río".

## Características
Capsicum lanceolatum es un arbusto de 1 a 5 metros de altura con poca ramificación, con nodos y en el que el tallo está hueco.  C. lanceolatum difiere de todas las otras especies del género principalmente por la combinación de forma de la hoja y su posición. Las hojas generalmente ocurren en pares, ambas hojas tienen aproximadamente la misma dirección, pero tienen muy diferentes tamaños y formas. Mientras que las grandes hojas, son alargadas con una longitud de 6 a 11 cm y una anchura de 1,5 a 3 cm, las hojas pequeñas son casi redondas con un tamaño de 0,5 a 2 × 0,8 a 1,5 cm. Ambos tipos de hojas son ligeramente peludas.
El período de floración es de mayo a diciembre. Las flores se presentan solitarias, raramente en pares siendo de 1,5 a 3 cm de largo, los pedúnculos de las flores son delgados, que hasta la maduración del fruto son entre 3 a 5 cm de largo. El cáliz en gran medida de crucería es durante la floración de 1,3 a 2 mm de largo y apenas se extiende a partir de entonces. En el borde del cáliz están los dientes del cáliz de 2 a 5 mm de largo, cuando el fruto madura se prolongan a 4 y a  5,5 mm. Con más de la mitad de su longitud fusionada la corola de cinco pétalos  de color blanco amarillento o blanco de dos tonos y rojo púrpura, ligeramente peluda en las puntas. Los estambres son aproximadamente de 2.5 mm de largo, las anteras tienen una longitud de 1,3 a 1,5 mm. El estigma  es de 4,5 a 5 mm de largo.
Desde la fecundación de las flores desarrollan una bayas que como en la mayoría de las especies silvestres del género muy pequeñas, con un diámetro de 7 a 10 mm, redonda, que son inicialmente verde, que maduran a color rojo anaranjado, rellena con pulpa de fruta y sin picor. En el fruto, las semillas de color son de color blanquecino o negro y que tienen un tamaño de 2 a 2,5 mm. Die Pflanze ist selbstkompatibel.

## Diferencias con otras especies de Capsicum
C. lanceolatum tiene como algunas otras, especies silvestres brasileñas 13 pares de cromosomas. Las características típicas de las especies con este número de cromosomas son la preferencia por los lugares húmedos y en su mayoría de color verde amarillento, de no tener picor, y frutos pequeños. Los frutos de color rojo anaranjado marcan la diferencia de C. lanceolatum de otras especies relacionadas.

## Sistemática
Se han llevado a cabo diversos estudios de la posición de la especie Capsicum lanceolatum dentro de la estructura de cromosómica del género Capsicum y la compatibilidad con otras especies del género por el equipo dirigido por Paul W. Bosland (Premio Ig Nobel de Biología en 1999). Se encontró que Capsicum lanceolatum no coincide con la mayoría de las especies del género que tiene 12 pares de cromosomas, pero si como las especies silvestres entre ellas Capsicum cilatum que tienen 13 pares de cromosomas. Entre las especies con 12 pares de cromosomas y los que tienen 13 pares de cromosomas se sospecha un obstáculo de fertilización. Entre otras conclusiones, se puede explicar por qué se llevaron a cabo en los experimentos de cruce con otras especies del género, se formaron ya sea sin fertilización o sólo frutas con cubiertas de las semillas vacías, o en un caso con un poco desarrollado embrión. Sin embargo, hasta el momento "no se llevó a cabo una investigación completa del comportamiento de cruce entre las especies del género Capsicum", todavía no hay una estimación precisa que pueda tomarse de las relaciones evolutivas.Tampoco se podría decir con certeza en este momento, como se originó el cromosoma extra. Con el conocimiento que de este modo se obtuvo, sin embargo, era probable que Capsicum lanceolatum no podría ser clasificado en ninguno de los tres grupos de evolución que se sabe tal como Capsicum annuum, Capsicum baccatum o de Capsicum pubescens 
C. lanceolatum tiene en contraste con todos los Capsicum domesticados en cultivo, 13 pares cromosómicos en lugar de los 12 de los domesticados. Las investigaciones de las especies silvestres y semi-silvestres de los Capsicum brasileños mostraron que el número de especies con 13 pares de cromosomas es significativamente mayor de lo que se creía en un principio. Estos resultados se presentan en algunas de las hasta ahora no probadas suposiciones acerca de la historia evolutiva de los géneros Capsicum en cuestión. Ejemplo, se creía que el par 13 de cromosomas causados por mecanismos tales como la fisión céntrica (centric fission). Sin embargo, desde entonces, se ha encontrado que los 12 pares restantes "originales" de cromosomas carecen de cualquier característica que pueda indicar una fisión céntrica, por lo cual esta teoría puede ser considerada como incorrecta. Más bien, ahora resulta ser más probable que el grupo de especies con 13 pares de cromosomas es el original, mientras que en la creciente propagación de las especies hacia el norte un par de cromosomas se pierde en forma todavía inexplicable. Las especies con sólo 12 pares de cromosomas en consecuencia cambiaron su apariencia, por ejemplo predominantemente mediante la formación de frutos rojos. Al igual que en el área de distribución original sureste de Brasil se mantuvieron las condiciones climáticas constantes, donde las especies con 13 pares de cromosomas fueron capaces de sobrevivir, mientras que más al norte penetraron en especial las especies con 12 pares de cromosomas.

## Distribución y hábitat
C. lanceolatum esta especie proviene de Centroamérica, específicamente de México, Guatemala y Honduras. En los bosques nubosos de Guatemala, se encuentran en una altitud de 1.200 a 1.800 m s. n. m., esta planta crecía en un suelo rico en humus, inmersa  un aire brumoso húmedo. Para ofrecer a estas plantas pues una ubicación óptima, por lo tanto deben estar en un ambiente húmedo y cálido. Dentro del grupo con 13 pares de cromosomas al que pertenece C. lanceolatum es la especie con la zona más septentrional de la distribución; las otras especies se encuentran principalmente en el sureste de Brasil. Los registros de la expedición Guatemala del científico Paul C. Standley de 1938 a 1939 nos proporcionan la descripción más completa de C. lanceolatum, así como los lugares donde se encontraron plantas de la especie. En el Herbario, los especímenes que fueron recogidos durante esta expedición se conservan  ahora por el Museo Field de Historia Natural en Chicago. Otra descripción de la especie se realizó en 1974 también con la colaboración de Paul C. Standley.
Sobre la base de un registro exacto de la expedición de 1938 a 1939 se organizó en 1991 bajo la dirección de Paul W. Bosland otra expedición a Guatemala. En este momento no había plantas vivas conocidas de la especie en las colecciones disponibles de investigación. Todas las ubicaciones descritas por Standley fueron visitadas, sin embargo, fueron convertidas en tierras agrícolas o cubiertas después de su uso por bosques secundarios. Un reasentamiento de C. lanceolatum no se pudo encontrar en un estudio de los sitios visitados por la expedición de los años 30.
Sin embargo, se descubrió una nueva ubicación, hasta ahora desconocida. Estaba situada en 1.133 hectáreas del "Biotopo el Quetzal", un hábitat protector para el ave Quetzal donde se descubrieron plantas, que se clasificaron como el C. lanceolatum. Aunque difieren en ciertas características de las plantas descritas por Standley, sino también en otras especies del género Capsicum, una dispersión de las características observadas tales. Así que el color de la flor en la descripción original es de color blanco, siendo rojo en las plantas que se encuentran por Bosland, también el color de la semilla que está dada por Standley como blanco, mientras que las plantas del "Biotopo el Quetzal" tienen las semillas negras. Todas las demás características son coincidentes con la descripción de la planta a partir de 1974 y también se detectaron en los especímenes del Herbario de la recolección de 1938 a 1939.
Así como con otras especies del género Capsicum que tienen una propagación especializada gracias a las aves, proporciona a Bosland la teoría de que la proliferación de C. lanceolatum puede estar asociada a la posible propagación del pájaro Quetzal. Para el cumplimiento del hábitat de las dos criaturas asociadas y abordar la falta de C. lanceolatum en las áreas forestales restauradas donde otras plantas del bosque de nubes se han asentado de nuevo.
Bosland resalta en este contexto que la conservación de los hábitat naturales de las especies silvestres del género Capsicum es importante porque tal vez esta especie silvestre podrían hacer que el material genético disponible puede proporcionar resistencia a las enfermedades o la adaptación a condiciones ambientales extremas para el cultivo de pimentón. Los mayas los llaman como "IC", siendo otros nombres comunes "Yerba de Pajarito" o "Pajarito del río".

## Taxonomía
Capsicum lanceolatum fue descrita en 1991 por Conrad Vernon Morton & Paul Carpenter Standley mediante un espécimen que se recogió en Guatemala, con el antecedente de un ejemplar recogido en los años 30 y el trabajo fue publicado en « Publications of the Field Museum of Natural History, Botanical Series 22(4): 272. 1940. (Publ. Field Mus. Nat. Hist., Bot. Ser.)»
Citología
- El número cromosómico del género Capsicum es de 2n=24, pero hay algunas especies silvestres con 26 cromosomas entre ellas C. lanceolatum que tiene 13 parejas de cromosomas (otros capsicum tienen 12)[11][12]

Etimología
Capsicum: neologismo botánico moderno que deriva del vocablo latino capsŭla, ae, ‘caja’, ‘cápsula’, ‘arconcito’, diminutivo de capsa, -ae, del griego χάψα, con el mismo sentido, en alusión al fruto, que es un envoltorio casi vacío. En realidad, el fruto es una baya y no una cápsula en el sentido botánico del término.
lanceolatum: epíteto latino, que significa en "forma de lanza" por sus hojas alargadas-lanceoladas, a diferencia de otras especies.
Basónimo
- Brachistus lanceolatus Greenm.[10]

Sinonimia
- Brachistus lanceolatus Greenm.[17]